# Sofia Sidney, Baronesa De L'Isle e Dudley
Sofia Sidney, Baronesa De L'Isle e Dudley (nascida Sofia FitzClarence; em inglês:  Sophia; Londres, 25 de agosto de 1796 – Palácio de Kensington, 10 de abril de 1837) foi uma aristocrata inglesa. A filha mais velha do rei Guilherme IV do Reino Unido e de sua amante, Dorothea Jordan, ela foi casada com Filipe Sidney, 1.º Barão De L'Isle e Dudley. Sofia ocupou a posição de Governante do Palácio de Kensington por pouco tempo, onde veio a falecer em 1837.

## Família
Sofia foi a primeira filha e terceira criança nascida de Guilherme, Duque de Clarence e St Andrews (futuro Guilherme IV) e de sua amante, a atriz irlandesa Dorothea Jordan.
Os seus avós paternos eram Jorge III do Reino Unido e Carlota de Meclemburgo-Strelitz. Os seus avós maternos eram Francis Bland, e sua amante, Grace Phillips.
Ela teve nove irmãos, entre eles: Jorge FitzClarence, 1.º Conde de Munster, marido de Mary Wyndham, Maria, esposa de Charles Richard Fox, Frederico, marido de Augusta Boyle, Isabel, esposa de Guilherme Hay, 18.º Conde de Erroll, etc.

## Biografia
Apesar de os pais de Sofia não serem casados, Guilherme e Dorothea tiveram uma união feliz que durou vinte anos, e eram devotados aos filhos. Em 1797, eles se mudaram de Clarence House para morar em Bushy House, onde viveram até 1807. O casal se separou em 1811, quando Guilherme tinha a intenção de ter filhos legítimos com uma esposa. Em 1818, Guilherme se casou com a nobre alemã Adelaide de Saxe-Meiningen, com quem teve duas filhas que morreram ainda bebês.
Quanto tinha quase 29 anos, Sofia se casou com Filipe Sidney, 1.º Barão De L'Isle e Dudley, em Londres, no dia 13 de agosto de 1825. O barão, que tinha 25 anos, era filho de Sir João Shelley-Sidney, 1.º Baronete Shelley Sidney de Penshurst Place e de Henriqueta Hunloke. Ele era parente do poeta romântico Percy Bysshe, embora tenha optado por remover Shelley de seu sobrenome. O casal teve quatro filhos, três meninas e um menino.
Em 24 de maio de 1831, a baronesa, assim como suas irmãs, teve a sua posição social elevada para a de uma filha de marquês. Sofia detinha o título honorífico de "A Muita Honorável". O pai dela tinha se tornado rei como sucessor do irmão, Jorge IV, no ano anterior.
Em janeiro de 1837, ela foi nomeada Governanta de Estado do Palácio de Kensington, local onde morreu apenas três meses depois, em 10 de abril, aos 40 anos de idade.
Sofia faleceu logo após fazer um esboço de um desenho de seu pai doente. Ela era a filha favorita do rei, e sua morte lhe causou uma intensa angústia, o que foi exacerbada pelo fato de que ele estava completamente distante do irmão de Sofia, o conde de Munster.
A baronesa era lembrada como uma mulher de grande perspicácia, charme e alegria. Há um memorial em sua honra na Igreja de São João Batista na vila de Penhurst, no condado de Kent, local onde foi enterrada.

## Descendência
- Adelaide Augusta Guilhermina Sidney (1 de junho de 1826 – 20 de setembro de 1904), foi casada com o primo Frederico Carlos Jorge FitzClarence-Hunloke, filho de Jorge FitzClarence, 1.º Conde de Munster. Não teve descendência;
- Filipe Sidney, 2.º Barão De L'Isle e Dudley (28 de janeiro de 1828 v 17 de fevereiro de 1898), sucessor do pai. Foi casado com Mary Foulis, com quem teve cinco filhos, e depois de sua morte, se casou com Emily Frances Ramsay, mas não teve mais filhos. Foi avô de William Sidney, 1.º Visconde De L'Isle, oficial do exército britânico e 15.º Governador-Geral da Austrália;
- Ernestina Wellington Sidney (9 de janeiro de 1834 – 20 de setembro de 1910), esposa de Philip Perceval, com quem teve filhos, incluindo o major Philip Hunloke;
- Sofia Filipa Sidney (11 de março de 1837 – 12 de maio de 1907), foi casada com Alexandre, Conde de Kielmannsegg, bisneto de Johann Ludwig von Wallmoden, filho ilegítimo do rei Jorge II da Grã-Bretanha e de sua amante, Amalie von Wallmoden. Não teve descendência;